# Nowomoskowskoje
Der Dorfsowjet bzw. Dorfbezirk Nowomoskowski selski Sowet (okrug) (russisch Новомосковский сельский Совет bzw. Новомосковский сельский округ) und die Landgemeinde Nowomoskowskoje selskoje posselenije (ru. Новомосковское сельское поселение) waren Verwaltungseinheiten im Südwesten des Rajons Gurjewsk in der russischen Oblast Kaliningrad, die nacheinander von 1965 bis 2013 bestanden. Der Verwaltungssitz dieser Einheiten war jeweils der Ort Schosseinoje. Benannt wurden diese Einheiten offenbar nach dem in Schosseinoje ansässigen Sowchos Nowomoskowski (das ehemalige Gut Kalgen).

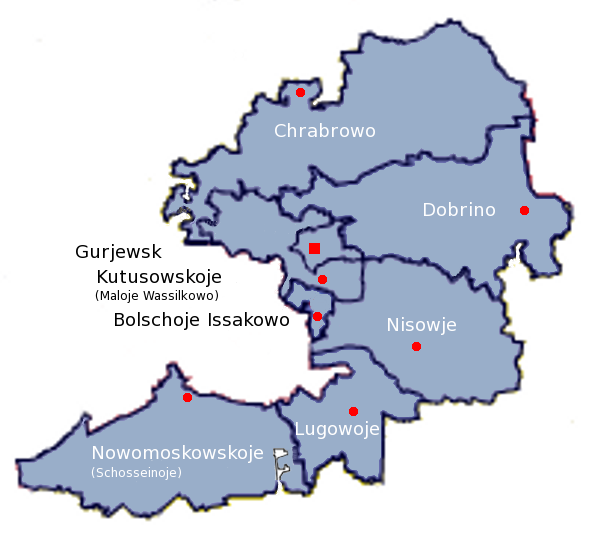
Die Lage der Landgemeinde Nowomoskowskoje selskoje posselenije im Südwesten des Rajon Gurjewsk

Der Nowomoskowski selski Sowet ist nicht zu verwechseln mit dem von 1947 bis 1954 bestehenden Nowo-Moskowski selski Sowet im Rajon Laduschkin, dessen Verwaltungssitz der Ort Nowo-Moskowskoje war.

## Nowomoskowski selski Sowet/okrug 1965–2008
Der Dorfsowjet Nowomoskowski selski Sowet entstand im Jahr 1965 durch den Zusammenschluss der beiden Dorfsowjets Uschakowski selski Sowet und Zwetkowski selski Sowet. Nach dem Zerfall der Sowjetunion bestand die Verwaltungseinheit als Dorfbezirk Nowomoskowski selski okrug. Im Jahr 2008 wurde der Dorfbezirk in die Landgemeinde Nowomoskowskoje selskoje posselenije umgewandelt.
| Ortsname                       | Name bis 1947/50                      | Bemerkungen |
| ------------------------------ | ------------------------------------- | --- |
| Bugrino (Бугрино)              | Charlottenhof, Kr. Königsberg/Samland | Der Ort wurde 1950 umbenannt und war zunächst in den Dorfsowjet Zwetkowski eingeordnet.                                                                             |
| Doroschnoje (Дорожное)         | Altenberg                             | Der Ort wurde 1950 umbenannt und war zunächst in den Dorfsowjet Zwetkowski eingeordnet.                                                                             |
| Druschny (Дружный)             |                                       | Der am südlichen Stadtrand von Kaliningrad gelegene Ort wurde 1997 neu in das Ortsverzeichnis aufgenommen.                                                          |
| Golubewo (Голубево)            | Seepothen                             | Der Ort wurde 1950 umbenannt und war zunächst in den Dorfsowjet Zwetkowski eingeordnet.                                                                             |
| Gorki (Горки)                  | Albehnen                              | Der Ort wurde 1947 umbenannt und war zunächst in den Dorfsowjet Uschakowski eingeordnet. Er wurde vor 1975 verlassen.                                               |
| Jablonewka (Яблоневка)         | Lichtenhagen                          | Der Ort wurde 1950 umbenannt und war zunächst in den Dorfsowjet Zwetkowski eingeordnet.                                                                             |
| Laskino (Ласкино)              | Godrienen                             | Der Ort wurde 1950 umbenannt und war zunächst in den Dorfsowjet Zwetkowski eingeordnet.                                                                             |
| Lesnoje (Лесное)               | Ludwigswalde                          | Der Ort wurde 1947 umbenannt und war zunächst in den Dorfsowjet Selenopolski eingeordnet.                                                                           |
| Luschki (Лужки)                | Julienhof, Kr. Königsberg/Samland     | Der Ort wurde 1950 umbenannt und war zunächst in den Dorfsowjet Zwetkowski eingeordnet.                                                                             |
| Maloje Lesnoje (Maloje Лесное) |                                       | Ortslage Friedrichshof |
| Nowo-Doroschny (Ново-Дорожный) |                                       | Ortslage Hochkarschau |
| Nowoje Lesnoje (Новое Лесное)  |                                       | Der in der Nähe von Lesnoje befindliche Ort wurde vor 1975 neu eingerichtet.                                                                                        |
| Poddubnoje (Поддубное)         | Gollau                                | Der Ort wurde 1947 umbenannt und war zunächst in den Dorfsowjet Zwetkowski eingeordnet.                                                                             |
| Podlesnoje (Подлесное)         | Wernsdorf                             | Der Ort wurde 1950 umbenannt und war zunächst in den Dorfsowjet Zwetkowski eingeordnet. Er wurde vor 1988 verlassen.                                                |
| Polewoje (Полевое)             | Mahnsfeld                             | Der Ort wurde 1950 umbenannt und war zunächst in den Dorfsowjet Zwetkowski eingeordnet.                                                                             |
| Schosseinoje (Шоссейное)       | Kalgen und bei Warthen                | Der Ort wurde 1950 umbenannt und war zunächst in den Dorfsowjet Zwetkowski eingeordnet. Verwaltungssitz                                                             |
| Selenowo (Зеленово)            | (Adlig) Pinnau                        | Der Ort wurde 1947 umbenannt und war zunächst in den Dorfsowjet Uschakowski eingeordnet. Er wurde vor 1975 verlassen.                                               |
| Swetloje (Светлое)             | Kobbelbude                            | Der Ort wurde 1947 umbenannt und war zunächst in den Dorfsowjet Zwetkowski eingeordnet.                                                                             |
| Uschakowo (Ушаково)            | Brandenburg (Frisches Haff)           | Der Ort wurde 1947 umbenannt und war zunächst der Verwaltungssitz des Dorfsowjets Uschakowski.                                                                      |
| Woronowo (Вороново)            | Louisenhof und Alt Kainen             | Der Ort wurde 1947 umbenannt und war zunächst in den Dorfsowjet Nowo-Moskowski eingeordnet. Die Ortsstelle Louisenhof wurde in den Ort Nowo-Moskowskoje integriert. |
| Zwetkowo (Цветково)            | Bergau                                | Der Ort wurde 1947 umbenannt und war zunächst der Verwaltungssitz des Dorfsowjets Zwetkowski.                                                                       |

Zeitweise waren auch die Bahnstationen von Golubewo und von Swetloje Namensgeberinnen von Siedlungen im Dorfsowjet bzw. Dorfbezirk.

## Nowomoskowskoje selskoje posselenije 2008–2013
Die Landgemeinde Nowomoskowskoje selskoje posselenije wurde im Jahr 2008 eingerichtet. Sie war die Nachfolgerin des Dorfbezirks Nowomoskowski selski okrug. In der Landgemeinde lebten 5.844 Einwohner (Stand 2010). Im Jahr 2013 ging die Landgemeinde im Stadtkreis Gurjewsk auf.

### Gemeindegliederung
Zur Nowomoskowskoje selskoje posselenije gehörten 18 Siedlungen:
| Ortsname                      | deutscher Name                          |  | Ortsname                       | deutscher Name              |
| ----------------------------- | --------------------------------------- |  | ------------------------------ | --------------------------- |
| Bugrino (Бугрино)             | Charlottenhof, Kr. Königsberg (Samland) |  | Nowo-Doroschny (Ново-Дорожный) | Hochkarschau                |
| Doroschnoje (Дорожное)        | Altenberg                               |  | Nowoje Lesnoje (Новое Лесное)  |                             |
| Druschny (Дружный)            |                                         |  | Poddubnoje (Поддубное)         | Gollau                      |
| Golubewo (Голубево)           | Seepothen                               |  | Polewoje (Полевое)             | Mahnsfeld                   |
| Jablonewka (Яблоневка)        | Lichtenhagen                            |  | Schosseinoje (Шоссейное)       | Kalgen                      |
| Laskino (Ласкино)             | Godrienen                               |  | Swetloje (Светлое)             | Kobbelbude                  |
| Lesnoje (Лесное)              | Ludwigswalde                            |  | Uschakowo (Ушаково)            | Brandenburg (Frisches Haff) |
| Luschki (Лужки)               | Julienhof, Kr. Königsberg (Samland)     |  | Woronowo (Вороново)            | Alt Kainen mit Neu Kainen   |
| Maloje Lesnoje (Малое Лесное) | Friedrichshof                           |  | Zwetkowo (Цветково)            | Bergau                      |

### Verkehr

#### Straßen
Durch den Westen des ehemaligen Gemeindegebietes verläuft die Fernstraße A 194 (hier auch: Europastraße 28), die von Kaliningrad (Königsberg) über Laduschkin (Ludwigsort) und Mamonowo (Heiligenbeil) nach Polen führt und in ihrem Verlauf der ehemaligen deutschen Reichsstraße 1 entspricht. Im Osten durchfährt die autobahnähnliche Fernstraße R 516 (ehemalige Reichsautobahn Berlin–Königsberg („Berlinka“)) das Gemeindegebiet und verbindet Kaliningrad auf direktem Wege mit Polen.

#### Schienen
Mitten durch das ehemalige Gebiet der Landgemeinde Nowomoskowskoje führt die Bahnstrecke von Kaliningrad (Königsberg) über Laduschkin (Ludwigsort) und Mamonowo (Heiligenbeil) bis in die polnische Stadt Malbork (Marienburg) auf der Trasse der ehemaligen Preußischen Ostbahn. Im ehemaligen Gemeindegebiet liegen die drei Bahnstationen Laskino (Godrienen), Golubewo (Seepothen) und Swetloje (Kobbelbude), die auch Haltepunkte der mit Kaliningrad verbindenden Elektritschka sind. Außerdem verläuft ein Nebengleis von Kaliningrad durch das nordwestliche Gemeindegebiet nach Pribreschny (Heidewaldburg, bis 1938 Heyde-Waldburg).